# IC 2163
IC 2163 — галактика типу SBc () у сузір'ї Великий Пес.
Цей об'єкт міститься в оригінальній редакції індексного каталогу.